# Inarajan
Inarajan o Inalåhan è un villaggio del territorio non incorporato statunitense dell'isola di Guam. 
Al censimento del 2000 aveva una popolazione di 3.052 abitanti.